# Rusia en los Juegos Olímpicos de Vancouver 2010
Rusia estuvo representada en los Juegos Olímpicos de Vancouver 2010 por un total de 177 deportistas que compitieron en 15 deportes, conformando así la tercera delegación más grande de todos los países participantes. 
El portador de la bandera en la ceremonia de apertura fue el jugador de hockey sobre hielo Alexei Morozov.

## Medallistas
El equipo olímpico ruso obtuvo las siguientes medallas:
| Nombre                                                                 | Deporte               | Competición                |
| ---------------------------------------------------------------------- | --------------------- | -------------------------- |
| Oro                                                                    |                       |                            |
| Yevgueni Ustiugov                                                      | Biatlón               | 15 km M                    |
| Svetlana Sleptsova Anna Bogali-Titovets Olga Medvedtseva Olga Zaitseva | Biatlón               | 4 × 6 km F                 |
| Nikita Kriukov                                                         | Esquí de fondo        | Velocidad ind. M           |
| Plata                                                                  |                       |                            |
| Olga Zaitseva                                                          | Biatlón               | 12,5 km F                  |
| Alexandr Panzhinski                                                    | Esquí de fondo        | Velocidad ind. M           |
| Yevgueni Pliushchenko                                                  | Patinaje artístico    | Individual M               |
| Ivan Skobrev                                                           | Patinaje de velocidad | 10 000 m M                 |
| Yekaterina Iliujina                                                    | Snowboard             | Eslalon gigante paralelo F |
| Bronce                                                                 |                       |                            |
| Ivan Cherezov Anton Shipulin Maxim Chudov Yevgueni Ustiugov            | Biatlón               | 4 × 7,5 km M               |
| Alexandr Zubkov Alexei Voyevoda                                        | Bobsleigh             | Doble M                    |
| Irina Jazova Natalia Korosteliova                                      | Esquí de fondo        | Velocidad por eqs. F       |
| Nikolai Morilov Alexei Petujov                                         | Esquí de fondo        | Velocidad por eqs. M       |
| Oxana Domnina Maxim Shabalin                                           | Patinaje artístico    | Danza en hielo             |
| Ivan Skobrev                                                           | Patinaje de velocidad | 5000 m M                   |
| Alexandr Tretiakov                                                     | Skeleton              | Individual M               |